# سند قابل للتحويل

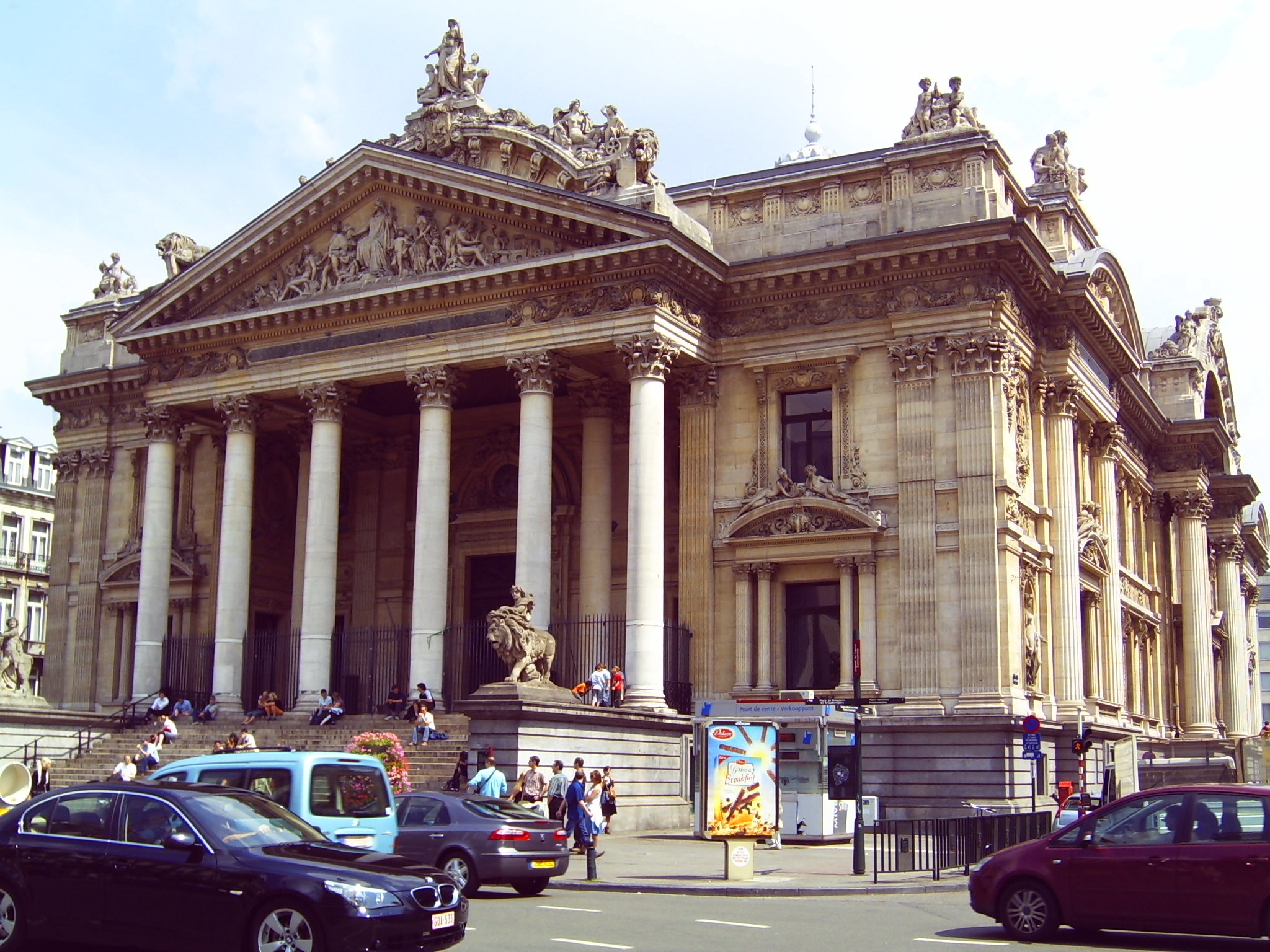

السند القابل للتحويل هو سند شركات غير مضمون يمكن تحويله باختيار حامله إلى عدد معين من حصص الأسهم العادية الخاصة بالشركة. و عادة ما يعطي هذا النوع من السندات معدل فائدة أقل من أسعار الفائدة التي تمنحها السندات العادية لنفس فترة الإستحقاق و ذلك بسبب ميزة التحويل التي يتمتع بها.